# Joanna Bodak
Joanna Bodak (ur. 2 stycznia 1974 w Grybowie) – polska gimnastyczka artystyczna, olimpijka.
Sport zaczęła uprawiać w wieku 9 lat. Przez całą karierę była związana z klubem MKS-MDK Pałac Młodzieży Gdynia, gdzie trenowała pod opieką trenerek: Janiny Lewandowskiej i Marii Mrozińskiej.
Uczestniczka Igrzysk Olimpijskich w 1992 w Barcelonie, gdzie w konkurencji 4-boju indywidualnego zajęła 7. miejsce z notą 56,475.
Mistrzyni Polski w wieloboju w 1990 oraz 10-krotna mistrzyni kraju z przyrządami (w latach 1990–1992).
Osiągnięcia sportowe:
- Puchar Interwizji 1985 – 3. miejsce w wieloboju
- Mistrzostwa Europy 1990 – 5. miejsce
- Mistrzostwa świata 1991 – 8. miejsce
- Puchar Świata 1991 – 6. miejsce
- Mistrzostwa Europy 1992 – 7. miejsce

Po igrzyskach w Barcelonie zakończyła karierę sportową.